# Лейтенант (ВМС)
Лейтенант (ВМС) (англ. Lieutenant (navy) (абревіатура Lt, LT, LT(N), Lieut або LEUT в залежності від національних традицій) — військове звання офіцерського складу у Військово-морських силах та Береговій охороні США та інших військово-морських силах країн світу. Це звання нижче за лейтенант-командера та вище за молодшого лейтенанта.
За станом на 2016 рік щомісячне грошове забезпечення лейтенанта ВМС США становить від 3 963,60 US $ (при вислузі 2 роки) до 6 448,20 US $ (при вислузі від 14 років і більше)
Зазвичай ранг лейтенанта флоту є старшим серед молодшого офіцерського складу. Знаком розрізнення є дві широкі смужки золотавого кольору (іноді більше), на деяких погонах на вищій з них смужці утворюється кільце в завитку.
Звання лейтенанта ВМС вище за аналогічне військове звання у сухопутних військах чи Повітряних силах; у системі військової ієрархії НАТО це ранг OF-2 (у США O-3) й дорівнює званню капітана. У Збройних Силах України на флоті це звання еквівалентно капітан-лейтенанту.

## Галерея

Знаки розрізнення лейтенанта Берегової охорони США
Погон лейтенанта Королівського військово-морського флоту Великої Британії, Південної Африки, Канади, Норвегії
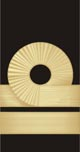
Погон лейтенанта Естонських ВМС